# ISS: International Superstar Soccer
Cet article concerne le jeu vidéo de 2000. Pour la série, voir International Superstar Soccer. Pour le jeu vidéo de 1994, voir International Superstar Soccer (jeu vidéo, 1994).
ISS: International Superstar Soccer (Jikkyou World Soccer 2000 ou Jikkyou J-League Perfect Striker 3) est un jeu vidéo de sport (football) développé par Major A et édité par Konami, sorti en 2000 sur PlayStation, PlayStation 2 et Game Boy Advance.

## Accueil
- Gamekult : 8/10[1]
- Jeuxvideo.com : 16/20 (PS2)[2] - 13/20 (GBA)[3]